# Chondrilla kilakaria
Chondrilla kilakaria är en svampdjursart som beskrevs av Kumar 1925. Chondrilla kilakaria ingår i släktet Chondrilla och familjen Chondrillidae. Inga underarter finns listade i Catalogue of Life.